# Peñón de Zaframagón
Peñón de Zaframagón este o arie protejată (arie de protecție specială avifaunistică — SPA) din Spania întinsă pe o suprafață de 322,79 ha, integral pe uscat.

## Localizare
Centrul sitului Peñón de Zaframagón este situat la coordonatele 36°58′38″N 5°22′13″W / 36.9771°N 5.3704°V.

## Înființare
Situl Peñón de Zaframagón a fost declarat arie de protecție specială avifaunistică în octombrie 2002 pentru a proteja 14 specii de animale.

## Biodiversitate
Situată în ecoregiunea mediteraneană, aria protejată conține 9 habitate naturale: Liziere de ierburi înalte hidrofile de câmpie și de nivel montan până la alpin, Tufărișuri termo-mediteraneene și de pre-deșert, Pante stâncoase calcaroase cu vegetație casmofită, Galerii și tufărișuri riverane sudice (Nerio-Tamaricetea și Securinegion tinctoriae), Dehesas cu Quercus spp. perene, Pseudostepă cu ierburi și specii anuale de Thero-Brachypodietea, Galerii de Salix alba și de Populus alba, Grohotișuri termofile și vest-mediteraneene, Păduri de Olea și Ceratonia.
La baza desemnării sitului se află mai multe specii protejate:
- păsări (9): Aquila fasciata, buha (Bubo bubo), Falco naumanni, șoim călător (Falco peregrinus), Galerida theklae, vulturul pleșuv sur (Gyps fulvus), vultur egiptean (Neophron percnopterus), Oenanthe leucura, Pyrrhocorax pyrrhocorax
- mamifere (1): vidră de râu (Lutra lutra)
- pești (3): Cobitis paludica, Luciobarbus comizo, Pseudochondrostoma polylepis
- reptile (1): Mauremys leprosa

Pe lângă speciile protejate, pe teritoriul sitului au mai fost identificate 14 specii de plante, 4 specii de păsări, 3 specii de mamifere.